# Trichlor(tetrachlorphenyl)silan
Trichlor(tetrachlorphenyl)silan ist ein Stoffgemisch aus der Gruppe der Silane, die aus Kohlenstoff, Wasserstoff, Silicium und Chlor besteht. Es ist unlöslich in Wasser und hydrolyseempfindlich, was vor allem durch das Chlor (genauer: die Si-Cl-Bindungen) verursacht wird. Wie andere Alkyl- und Arylchlorsilane eignet es sich zur Herstellung eines spezifischen Silikons.

## Geschichte
Trichlor(tetrachlorphenyl)silan wurde bereits vor dem Jahr 1978 in die USA importiert bzw. dort hergestellt.